# 복잡한 전염
복잡한 전염(complex contagion)은 사회 연결망에서 어떤 개인이 새로운 행동을 수용하기 위해서는 여러 출처로부터 그 혁신에 노출되어야 하는 현상을 말한다.
이는 단순한 전염(simple contagion)과는 다르다. 단순한 전염은 질병처럼 한 번의 접촉으로도 전파될 수 있는 반면, 복잡한 전염은 감염된 이웃과 한 번만 접촉해도 그 혁신이 전파되기는 어렵다. 복잡한 전염이 사람들 사이의 네트워크를 통해 확산되기 위해서는 다양한 사회적·경제적 요인들이 작용할 수 있다. 예를 들어, 자신의 친구 중 몇 명이 그 새로운 아이디어를 수용했는지, 몇 명이 자신에게 영향을 주지 못하는지, 그리고 개인이 변화를 받아들이는 성향 등을 들 수 있다.

## 같이 보기
- 감정 전염
- 마크 그라노베터
- 그래프 이론
- 사회적 전염

## 참고 문헌
- Easley, David; Kleinberg, Jon. Networks, Crowds, and Markets: Reasoning about a Highly Connected World. 보관됨 2015-03-16 - 웨이백 머신 Cambridge University Press, 2010